# 2004 en combiné nordique
| Années du combiné nordique : 2001 - 2002 - 2003 - 2004 - 2005 - 2006 - 2007    |
| Décennies du combiné nordique : 1970 - 1980 - 1990 - 2000 - 2010 - 2020 - 2030 |

Cette page reprend les résultats de combiné nordique de l'année 2004.

## Coupe du monde
Le classement général de la Coupe du monde 2004 fut remporté par le Finlandais Hannu Manninen devant l'Allemand Ronny Ackermann, double vainqueur sortant, et le vainqueur des Coupes du monde 1997 et 2000, le Finlandais Samppa Lajunen.

### Grand Prix d'Allemagne
Le Grand Prix d'Allemagne, compétition interne à la Coupe du monde, s'est déroulé lors des épreuves de Oberhof, Reit im Winkl et Schonach. Il a été remporté par l'Américain Todd Lodwick devant l'Allemand Ronny Ackermann, qui occupait déjà la deuxième place lors des éditions précédentes, et le Finlandais Samppa Lajunen.

### Coupe de la Forêt-noire
La coupe de la Forêt-noire 2004 fut remportée par l'Américain Todd Lodwick.

### Festival de ski d'Holmenkollen
Le sprint de l'édition 2004 du festival de ski d'Holmenkollen fut remportée par le Finlandais Hannu Manninen
devant son compatriote Samppa Lajunen. L'Allemand Ronny Ackermann est troisième.
Le lendemain, le Gundersen a vu la victoire de Ronny Ackermann devant Samppa Lajunen. L'Autrichien Mario Stecher est troisième.

### Jeux du ski de Lahti
Le sprint des Jeux du ski de Lahti 2004 fut remporté par le coureur japonais, Daito Takahashi, devant l'Autrichien Felix Gottwald et le Finlandais Hannu Manninen.
Le lendemain, le Gundersen a été remporté par le même Daito Takahashi devant le même Felix Gottwald. Comme la veille, un coureur finlandais est troisième ; il s'agit de Samppa Lajunen.

## Championnat du monde juniors
Le Championnat du monde juniors 2004 a eu lieu à Stryn, en Norvège.
Le Gundersen a été remporté par le Norvégien Petter Tande devant l'Allemand Tino Edelmann. L'Autrichien David Zauner termine troisième.
Le sprint a été remporté par le même Petter Tande devant le même Tino Edelmann. Le Finlandais Anssi Koivuranta termine troisième.
Le relais vit la victoire de l'équipe de Norvège, composée de Einar Uvsløkk, Mikko Kokslien, Jon-Richard Rundsveen et Petter Tande. L'équipe d'Allemagne (Christian Ulmer, Christian Beetz, Florian Schillinger & Tino Edelmann) est deuxième, et l'équipe d'Autriche (Michael Palli, Lukas Klapfer, Benjamin Kreiner & David Zauner), troisième.

## Coupe du monde B
Le classement général de la Coupe du monde B 2004 fut remporté par le Japonais Yōsuke Hatakeyama devant le Suisse Ivan Rieder. Le Japonais Takashi Kitamura est troisième.

## Grand Prix d'été

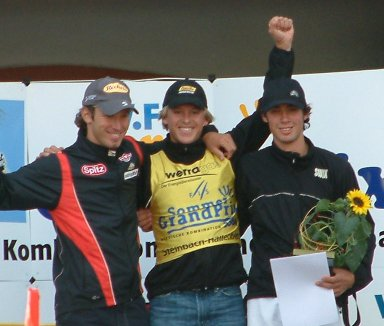
Le podium : Todd Lodwick, Christoph Bieler & Johnny Spillane.

Le Grand Prix d'été 2004 a été remporté par le coureur américain Todd Lodwick. Il s'impose devant l'Autrichien Christoph Bieler. L'Américain Johnny Spillane est troisième.

## Coupe OPA
Le jeune Français Jason Lamy-Chappuis remporte la coupe OPA 2004.